# Liste der Einträge im National Register of Historic Places im Mower County

Lage des Mower County in Minnesota

Die Liste der Einträge im National Register of Historic Places im Mower County in Minnesota führt alle Bauwerke und historischen Stätten im Mower County auf, die in das National Register of Historic Places aufgenommen wurden.

## Legende
| NRHP | Historic Place    |
| HD   | Historic District |

## Aktuelle Einträge
| [ 2 ] | Name                                               | Bild                                               | Eintragsdatum        | Lage                                                                              | Ort          | Beschreibung |
| ----- | -------------------------------------------------- | -------------------------------------------------- | -------------------- | --------------------------------------------------------------------------------- | ------------ | --- |
| 1     | Booth Post No. 130-Grand Army of the Republic Hall | Booth Post No. 130-Grand Army of the Republic Hall | 1986 ID-Nr. 86001278 | South Main Street zwischen 1st Street und 2nd Street 43° 42′ 15″ N, 92° 34′ 22″ W | Grand Meadow | |
| 2     | Cook-Hormel House                                  | Cook-Hormel House                                  | 1982 ID-Nr. 82002989 | 208 4th Avenue, Northwest 43° 40′ 16″ N, 92° 59′ 38″ W                            | Austin       | 1871 im Italianate-Stil errichtetes Haus des Politikers John Cook; Der spätere Eigentümer, der Unternehmer George A. Hormel (Gründer der Hormel Foods Corporation), ließ die Fassade im klassizistischen Stil umbauen |
| 3     | Exchange State Bank                                | Exchange State Bank                                | 1975 ID-Nr. 75000997 | Main Street Ecke 1st Street 43° 42′ 22″ N, 92° 34′ 16″ W                          | Grand Meadow | |
| 4     | First National Bank of Adams                       | First National Bank of Adams                       | 1986 ID-Nr. 86000442 | 322 Main Street 43° 34′ 3″ N, 92° 43′ 7″ W                                        | Adams        | |
| 5     | First State Bank of Le Roy                         | First State Bank of Le Roy                         | 1986 ID-Nr. 86000445 | Main Street Ecke Broadway 43° 30′ 36″ N, 92° 30′ 13″ W                            | Le Roy       | |
| 6     | Freund Store                                       | Freund Store                                       | 1986 ID-Nr. 86000867 | County Highway 7 43° 30′ 19″ N, 92° 46′ 10″ W                                     | Adams        | |
| 7     | Grand Meadow Quarry Archeological District         |                                                    | 1994 ID-Nr. 94000345 | Adresse nicht veröffentlicht                                                      | Grand Meadow | |
| 8     | LeRoy Public Library                               | LeRoy Public Library                               | 1986 ID-Nr. 86000447 | Luella Street Ecke Broadway 43° 30′ 41″ N, 92° 30′ 13″ W                          | Le Roy       | |
| 9     | Paramount Theater                                  | Paramount Theater                                  | 1986 ID-Nr. 86002906 | 125 4th Avenue, Northeast 43° 40′ 12″ N, 92° 58′ 24″ W                            | Austin       | |
| 10    | Arthur W. Wright House                             | Arthur W. Wright House                             | 1986 ID-Nr. 86000441 | 300 4th Avenue, Northwest 43° 40′ 12″ N, 92° 58′ 38″ W                            | Austin       | |